# Hemrikkerscharren
De Hemrikkerscharren is een natuurgebied in de gemeente Opsterland in het oosten van de Nederlandse provincie Friesland.
Het gebied ligt ten zuiden van het Alpherbosch bij Beetsterzwaag en ten noordoosten van de Lippenhuisterheide. Door het gebied slingert, vanaf de Lippenhuisterbrug in het westen tot de Poasbrug in het oosten, het Koningsdiep, ook wel het Ouddiep of Alddjip genoemd. Dwars door het gebied loopt het Hemrikerpaed. Het gebied van de Hemrikkerscharren maakt deel uit van het herinrichtingsplan Koningsdiep, genoemd naar het gelijknamige riviertje. De oude meanders van het riviertje worden hersteld evenals het beekdal. 